# Sant Sadurní d'Arenys d'Empordà
Sant Sadurní d'Arenys d'Empordà és un edifici religiós d'Arenys d'Empordà (Alt Empordà) inclòs en l'Inventari del Patrimoni Arquitectònic de Catalunya.

## Descripció
És d'una sola nau amb un absis semicircular i és el resultat de diverses etapes constructives. La volta de l'absis és de quart d'esfera. La nau està coberta per una volta apuntada. L'obra va ser iniciada en el període romànic, en el segle xi, i posteriorment s'hi van fer obres de remodelació en els segles successius, ja que la nau apuntada és dels segles xii-xiii, i la nova crugia afegida i la portalada, del xiv. Durant els segles xvii-xviii el conjunt s'integrà a les defenses del castell. Els murs de l'església encara conserven restes de l'antiga fortificació. D'aquest període data també el campanar.

## Història
El temple fou decorat el 1944 per un grup d'artistes empordanesos coordinats per l'arquitecte Pelai Martínez i com a homenatge al crític d'art José Francés, marit d'Àurea de Sarrà, propietària del castell d'Arenys.